# Fra Diavolo (film 1931)
Fra Diavolo è un film del 1931 diretto da Mario Bonnard con Tino Pattiera.